# Saturn-Award-Verleihung 1977
Die 4. Saturn-Award-Verleihung fand am 15. Januar 1977 statt.
Erfolgreichste Produktion mit sechs Auszeichnungen wurde Flucht ins 23. Jahrhundert.

## Nominierungen und Gewinner

### Film
| Kategorie                   | Preisträger      | Film                                  | Nominierungen |
| --------------------------- | ---------------- | ------------------------------------- | --- |
| Bester Science-Fiction-Film |                  | Flucht ins 23. Jahrhundert            | Embryo Futureworld – Das Land von Übermorgen God Told Me To Der Mann, der vom Himmel fiel Network Solaris          |
| Bester Horrorfilm           |                  | Landhaus der toten Seelen             | Blutrausch Carrie – Des Satans jüngste Tochter Haus der Todsünden Die Insel der Ungeheuer Schwarzer Engel Das Omen |
| Bester Fantasyfilm          |                  | Abgetaucht                            | Der sechste Kontinent Der blaue Vogel Bugsy Malone Kein Koks für Sherlock Holmes                                   |
| Beste Regie                 | Dan Curtis       | Landhaus der toten Seelen             | keine weiteren Nominierungen                                                                                       |
| Beste künstlerische Regie   | Dale Hennesy     | Flucht ins 23. Jahrhundert            | keine weiteren Nominierungen                                                                                       |
| Bestes Drehbuch             | Jimmy Sangster   | Sonderauszeichnung für das Gesamtwerk | keine weiteren Nominierungen                                                                                       |
| Beste Kamera                | Ernest Laszlo    | Flucht ins 23. Jahrhundert            | keine weiteren Nominierungen                                                                                       |
| Beste Musik                 | David Raksin     | Sonderauszeichnung für das Gesamtwerk | keine weiteren Nominierungen                                                                                       |
| Beste Spezialeffekte        | L. B. Abbott     | Sonderauszeichnung für das Gesamtwerk | keine weiteren Nominierungen                                                                                       |
| Bester Animator             | Chuck Jones      | Sonderauszeichnung für das Gesamtwerk | keine weiteren Nominierungen                                                                                       |
| Beste Ausstattung           | Robert De Vestel | Flucht ins 23. Jahrhundert            | keine weiteren Nominierungen                                                                                       |
| Bestes Kostüm               | Bill Thomas      | Flucht ins 23. Jahrhundert            | keine weiteren Nominierungen                                                                                       |
| Bestes Make-Up              | William Tuttle   | Flucht ins 23. Jahrhundert            | keine weiteren Nominierungen                                                                                       |
| Bester Hauptdarsteller      | David Bowie      | Der Mann, der vom Himmel fiel         | keine weiteren Nominierungen                                                                                       |
| Beste Hauptdarstellerin     | Blythe Danner    | Futureworld – Das Land von Übermorgen | keine weiteren Nominierungen                                                                                       |
| Bester Nebendarsteller      | Jay Robinson     | Train Ride to Hollywood               | keine weiteren Nominierungen                                                                                       |
| Beste Nebendarstellerin     | Bette Davis      | Landhaus der toten Seelen             | keine weiteren Nominierungen                                                                                       |

### Ehrenpreise
| Kategorie                   | Preisträger      | Film      | Nominierungen                |
| --------------------------- | ---------------- | --------- | ---------------------------- |
| Bester Publizist            | Dan Morgan       |           | keine weiteren Nominierungen |
| Special Award               |                  | King Kong |                              |
| Life Career Award           | Samuel Z. Arkoff |           |                              |
| Executive Achievement Award | Gene Roddenberry |           |                              |